# Dürrüşehvar szultána
Dürrüşehvar szultána (oszmán törökül: خدیجه خیریه عائشه درشهوار سلطان, törökül Hatice Hayriye Ayşe Dürrüşehvar Sultan; Isztambul, 1914. január 26. –  London, 2006. február 7.) II. Abdulmedzsid, az Oszmán Birodalom utolsó trónörökösének és az iszlám utolsó kalifájának lánya; az indiai Berar uralkodójának a felesége.

## Élete
Dürrüşehvar szultána Isztambul Üsküdar negyedében született, a Çamlıca palotában, az Oszmán Birodalom fennállásának utolsó éveiben. Apja, II. Abdulmedzsid kalifa Párizsba vonult száműzetésbe, miután Mustafa Kemal Atatürk 1924-ben eltörölte a kalifátust. Száműzetésbe vonulásuk után a szultánának Reza Pahlavi iráni sah és I. Fuád egyiptomi király is megkérte a kezét örököse, Mohammad Reza Pahlavi, illetve Faruk számára. 1931. november 12-én Azam Jah herceggel (1907–1970), Hyderabad állam utolsó nizamjának, Oszmán Ali Khannak a legidősebb fiával és örökösével kötött házasságot Nizzában. Unokatestvére, Nilufer szultána a nizam második fiával, Moazzam Jah herceggel házasodott össze. Dürrüşehvart az indiai Khilafat mozgalom vezetőjének, Maulana Muhammad Ali Joharnak a testvére, Maulana Shaukat Ali adta össze férjével. Akkoriban úgy vélték, hogy a nizam – akkoriban a világ leggazdagabb uralkodója – és az elűzött kalifa közti szövetség eredményeként megjelenhet egy muszlim uralkodó, akit a világhatalmak elfogadnak az oszmán szultánok helyett. 
Dürrüşehvar apja az oszmán monarchiának egy olyan ágába született, ahol erősen érdeklődtek a modernizáló reformok iránt, és hitt a nők oktatásában. A szultána, akit ebben a szellemben neveltek, népszerűvé vált, amikor megérkezett Hyderabad államba. Hitt abban, hogy a nőknek képesnek kell lenniük eltartani magukat, és segített a purda eltörlésében.

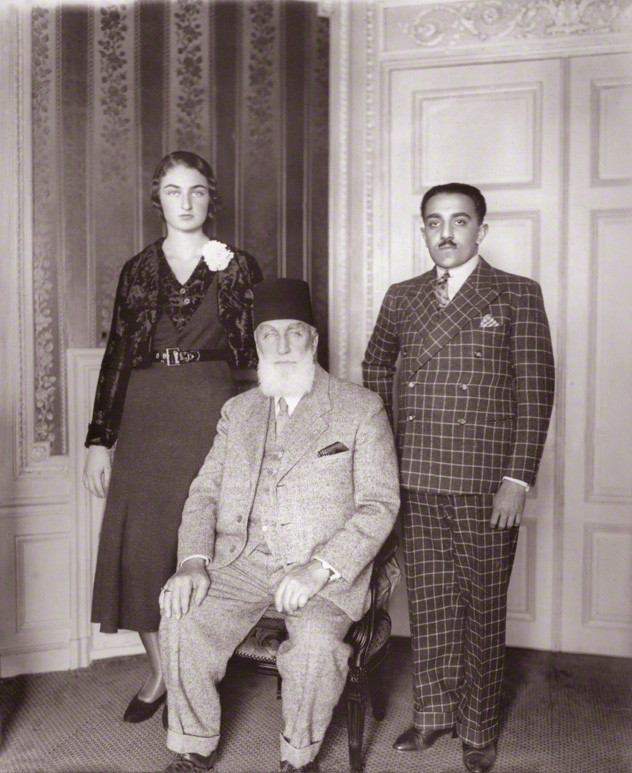
Dürrüşehvar apjával, II. Abdulmedzsid kalifával és férjével, Nawab Azam Jahhal 1931-ben

Fiai, Mukarram Jah és Muffakham Jah hercegek születését (1933 és 1939) követően Dürrüşehvar maga irányította gyermekei nevelését. A két herceg Nagy-Britanniában járt iskolába, mindketten török nővel kötöttek házasságot. Az utolsó nizam később kihagyta saját fiát az öröklésből, és unokáját tette meg örökösévé.
Dürrüşehvar lett az első nő, aki felavatott egy repülőteret: a hyderabadi repülőteret az 1940-es években. Emellett ő avatta fel az Osmania közkórházat. Hyderabad óvárosában megalapította a Dürrüşehvar Gyermek- és Általános Kórházat, emellett ő avatta fel a híres Ajmal Khan Tibbiya Egyetemi Kórházat Aligarhban, az Aligarhi Muszlim Egyetemen, 1939-ben. Utolsó nyilvános szereplésére a városban 2000-ben került sor, amikor a nizam Ezüstjubileumi Múzeumának megnyitó ünnepségének elnöke volt. Utoljára 2004-ben látogatott el Hyderabadba.
Idejét megosztotta Hyderabad és London között. Londonban hunyt el, fiai körében. Bár az oszmán dinasztia tagja volt, nem engedte, hogy Törökországban temessék el, mert elkeserítette az, ahogyan a török kormány bánt a családjával a köztársaság kikiáltása után, valamint hogy 1944-ben nem engedélyezték apja isztambuli temetését.

## Fordítás
- Ez a szócikk részben vagy egészben  a   Princess Durru Shehvar című angol Wikipédia-szócikk ezen változatának fordításán alapul.  Az eredeti cikk szerkesztőit annak laptörténete sorolja fel. Ez a jelzés csupán a megfogalmazás eredetét és a szerzői jogokat jelzi, nem szolgál a cikkben szereplő információk forrásmegjelöléseként.